# Oedogoniales
Oedogoniales, red zelenih algi u razredu Chlorophyceae kojega čini samo jedna porodica, Oedogoniaceae, s preko 700 vrsta (734) unutar četiri roda.

## Rodovi
1. Bulbochaete C.Agardh, 143
2. Oedocladium Stahl, 16
3. Oedogonium Link ex Hirn, 574
4. Pseudoprostratum A.K.Mahato, 1